# Djävulsbönsyrsa
Idolomantis diabolica är en bönsyrseart som först beskrevs av Henri Saussure 1869.  Idolomantis diabolica ingår i släktet Idolomantis och familjen Empusidae. Inga underarter finns listade i Catalogue of Life.

## Bildgalleri

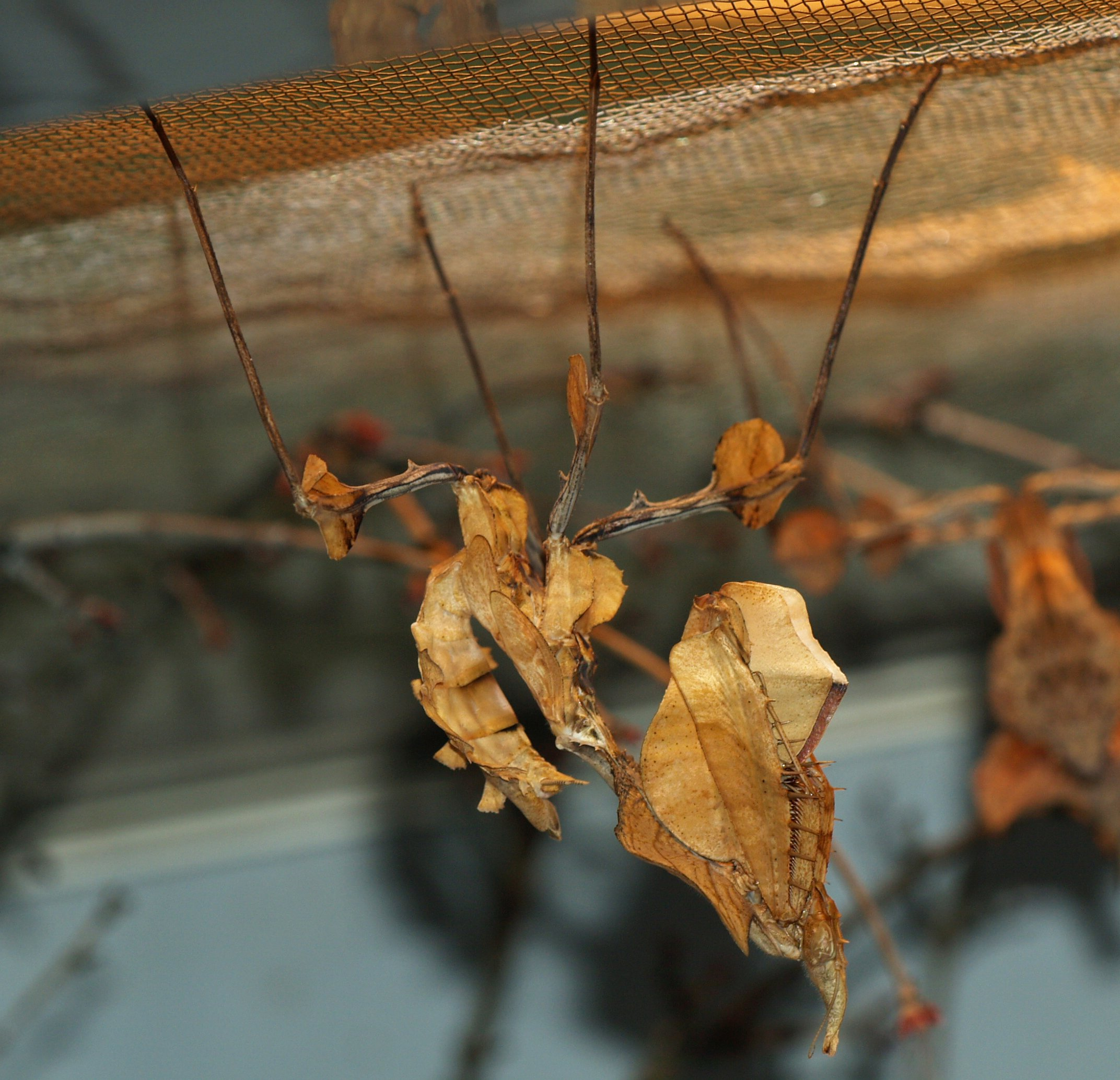